# Aghyndżadzor
Aghyndżadzor – wieś w Armenii, w prowincji Wajoc Dzor. W 2011 roku liczyła 412 mieszkańców.